# Сметанник
Смета́нник — кондитерський борошняний виріб. Може являти собою торт на основі сметанного тіста або ватрушку з тонкого дріжджового тіста з начинкою зі сметанного крему. Традиційний рецепт припускає використання свіжої сметани як начинки. До складу сметанника, крім основних інгредієнтів, можуть входити також родзинки, мигдаль, солодкі прянощі, варення, згущене молоко, лимонна цедра; існують варіанти приготування шоколадного сметанника.

## Історія
Вважається, що здавна російські жінки в селах готували тісто, використовуючи залишки сметани. З цього тіста вони смажили на сковорідці коржі, промазували їх сметаною і складали один на одного. Нерідко також такий «пиріг» поливали медом. Такий десерт був дуже популярним серед селян, вони називали його сметанник. Сучасний класичний сметанник виник, коли російські господині стали готувати бісквітні коржі. При цьому в класичній російській кулінарній книзі кінця ХІХ — початку XX століття Олени Молоховець рецепту торта сметанник немає .
Існує також легенда, що до створення рецепту сметанника причетний російський імператор Олександр II. Проте вона не знаходить документального підтвердження.
Сметанник вважається традиційно слов'янською стравою, однак відкритий пиріг зі сметанною начинкою є стравою татарської кухні.[джерело?]

## Приготування торту
Процес приготування класичного торта сметанник складається із чотирьох етапів: виготовлення коржів, виготовлення крему, складання торта, його прикрашання. Коржі сметанника можуть бути двох видів — звичайні та шоколадні, за рахунок чого в розрізі він виходить смугастим. Шоколадні коржі готують, додаючи в половину тесту порошок какао. Сметанний крем роблять із збитої сметани із цукром, нерідко ванільним. Також у крем додають ром, лимонну цедру, шматочки сухофруктів та інші інгредієнти за смаком. Прикрашається сметанник крихтою від коржів, тертим шоколадом, горіхами, фруктами. Таким чином, варіантів сметанника існує дуже багато. Важливо дати сметаннику добре просочитися, на це знадобиться 10—12 годин.